# 市川松尾

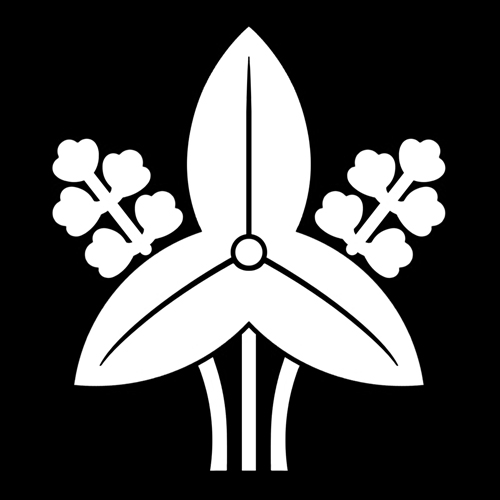
澤瀉

市川 松尾（いちかわ まつお）は、歌舞伎役者の名跡。屋号は澤瀉屋。定紋は澤瀉。
- 初 代 市川松尾
  - 初代市川猿之助の三男、1896–1971。のち七代目市川八百蔵の養子。
  - 初代市川松尾 → 八代目市川八百蔵 → 八代目市川中車

- 二代目 市川松尾
  - 初代の実子。1927–没年不明。1934年（昭和9年）に初舞台を踏み1939年（昭和14年）[1]まで活動していたが後に廃業。
  - 二代目市川松尾

- 三代目 市川松尾
  - 二代目市川猿之助の門弟、1929–2009年（平成21年）10月。1974年に役者廃業[2]。　
  - 市川喜太郎 → 初代市川春猿 → 三代目市川松尾 → 吉良史郎（廃業）